# Angelika Lohwasser
Angelika Lohwasser (née le 28 mai 1967 à Vienne) est une égyptologue autrichienne spécialisée dans l'archéologie du Soudan.

## Biographie
Angelika Lohwasser obtient son baccalauréat en 1985 et commence à étudier l'égyptologie comme matière principale à l'université de Vienne. Parallèlement, elle étudie la recherche africaine sur le Soudan, les spécialités et les sciences auxiliaires de l'archéologie générale et de la préhistoire ainsi que les langues et les écritures arabes. En 1990, elle obtient sa maîtrise avec mention ; le titre de son mémoire de maîtrise est « La formule Ouvrir le visage ».
De février 1991 à août 1992, Lohwasser est collaboratrice de projet pour le projet « Stèles du Moyen Empire II, Stèles du Nouvel Empire I » au Kunsthistorisches Museum de Vienne. Elle devient ensuite collaboratrice scientifique du séminaire d'archéologie soudanaise et d'égyptologie de l'université Humboldt de Berlin (HUB) sous la direction de Steffen Wenig. Elle obtient son doctorat avec mention en 1997/98 à Vienne, avec une thèse intitulée « Les femmes de la famille royale de Kouch. 25e dynastie à l'époque de Nastase ». Du début 1998 au milieu de l'année 2000, elle est assistante scientifique au musée égyptien et à la collection de papyrus de Berlin. Elle enseigne également en tant que chargée de cours à la HUB, puis en tant que collaboratrice scientifique à partir du printemps 2001.
En 2005, Lohwasser bénéficie d'une bourse d'habilitation de la déléguée aux femmes de la HUB et, de 2006 à 2008, d'une bourse de recherche de la Deutsche Forschungsgemeinschaft (DFG). Elle obtient son habilitation en 2008 à l'université libre de Berlin (FUB) avec la thèse « Fragmente der napatanischen Gesellschaft. Inventaire archéologique et pratique funéraire dans le cimetière de Sanam - Perspectives d'une interprétation historico-culturelle ». Depuis 2008, elle est collaboratrice scientifique dans le projet tiers « Le scarabée égyptien au 1er millénaire avant J.-C. Une étude sur la typologie, la chorologie et la chronologie d'un médium transculturel ». C'est Lohwasser elle-même qui obtient les fonds nécessaires. Au semestre d'hiver 2008/2009, elle est professeur invité à la FUB. Depuis le semestre d'hiver 2009/2010, elle est professeur d'égyptologie à l'université de Münster, succédant à Erhart Graefe. Dans le cadre d'une étude menée depuis 2009 dans le ouadi Abu Dom au Soudan, Lohwasser a documenté en 2011 les ruines d'Umm Ruweim.
Lohwasser est considérée comme une chercheuse exceptionnelle dans le domaine de l'archéologie soudanaise. Son approche sociologique, jusqu'alors quasiment inexistante en égyptologie, est considérée comme pionnière. Elle s'est également aventurée en terre inconnue en traitant des sujets peu abordés jusqu'à présent, comme les reines de Koush. En juin 2009, elle a reçu le prix Heinz Maier-Leibnitz de la DFG, et en 2016, le prix de la recherche de l'université de Münster. En 2022, Lohwasser a encore été élue à l'Académie des sciences et de la littérature.

## Publications
- « Die Formel Öffnen des Gesichts », Veröffentlichungen der Institute für Afrikanistik und Ägyptologie der Universität Wien, volume 58 = Beiträge zur Ägyptologie, volume 11, Afro-Pub, Wien, 1991,  (ISBN 3-85043-058-8).
- « Die königlichen Frauen im antiken Reich von Kusch. 25. Dynastie bis zur Zeit der Nastasen », Meroitica, volume 19, Harrassowitz, Wiesbaden, 2001,  (ISBN 3-447-04407-1).
- avec Jürgen Willbarth, Im alten Ägypten. Moses, Kempen, 2005,  (ISBN 3-89777-262-0).
- The Kushite Cemetery of Sanam. A Non-royal Burial Ground of the Nubian Capital, c. 800–600 BC, Golden House Publications, Londres, 2010,  (ISBN 978-1-906137-16-8).